# Оверпринт

Під час накладання (вгорі) дві фарби друкуються одна над одною. Результатом буде новий відтінок кольору.
Під час вирізання (внизу) кольори не накладаються. Результатом є «не» новий колірний відтінок, але збільшується ризик видимої невідповідності.

На́друк, наддрукува́ння, оверпри́нт (англ. overprint — друк поверху) — перекриття одного кольорового елемента іншим без створення виворітки при електронному монтуванні кольорового матеріалу. Виконують для запобігання появі білого окантування при невеликих відхиленнях суміщення фарб при друці у випадках, коли є недоцільним застосування трепінгу.
відноситься до процесу друку одного кольору поверх іншого в репрографії. Це тісно пов’язане з репрографічною технікою «захоплення». Інше використання накладання — це створення насиченого чорного (часто розглядається як колір, який «чорніший за чорний») шляхом друку чорного кольору поверх іншого темного кольору.